# Atoll Johnston
Pour les articles homonymes, voir Johnston.
L'atoll Johnston, en anglais Johnston Atoll, est un atoll de l'océan Pacifique Nord situé à 1 329 km à l'ouest-sud-ouest  d'Honolulu (Hawaï). Découvert officiellement en 1807 par le capitaine Charles James Johnston, les quatre îles qui le composent ont été revendiquées par les États-Unis et le royaume d'Hawaï en 1858 mais suivant le Guano Islands Act, ce sont les États-Unis qui commencèrent à exploiter les gisements de guano jusqu'à leur épuisement à la fin des années 1880.

## Géographie
L'atoll de Johnston est situé entre les îles Marshall et les îles Hawaï. À l'exception de l'activité de l'USFWS, l'atoll de Johnston est un atoll désert de 1 300 hectares (3 200 acres) dans l'océan Pacifique Nord, situé à environ 750 milles nautiques (1 390 km) au sud-ouest de l'île de Hawaï, et est regroupé comme l'une des îles mineures éloignées des États-Unis. Johnston (ou Kalama) Island et Sand Island sont toutes deux des caractéristiques naturelles agrandies, tandis qu'Akau (au nord) et Hikina (à l'est) sont deux îles artificielles formées par le dragage du corail. En 1964, les opérations de dragage et de remblayage ont permis de faire passer la taille de l'île Johnston de 19 ha à 241 ha, celle de l'île Sand de 4 ha à 8,9 ha, et d'ajouter deux nouvelles îles, North et East, de 10,1 ha et 7,3 ha respectivement.
Les quatre îles forment une surface terrestre totale de 2,67 km². En raison de l'inclinaison de l'atoll, une grande partie du récif sur la partie sud-est s'est affaissée. Mais même s'il n'y a pas de crête récifale encerclante, la crête récifale de la partie nord-ouest de l'atoll fournit un lagon peu profond de 3 à 10 m.
Le climat est tropical mais généralement sec. Les vents alizés du nord-est sont constants et les variations saisonnières de température sont faibles. Avec une altitude allant du niveau de la mer à 5 m au sommet, les îles contiennent une végétation basse et des palmiers sur un terrain essentiellement plat, et aucune ressource naturelle en eau douce.
| Île                          | Surface en 1942 (ha) | Surface finale en 1964 (ha) |
| ---------------------------- | -------------------- | --------------------------- |
| Île Johnston                 | 19                   | 241                         |
| Île Sand                     | 4                    | 9                           |
| Île North (Akau)             | -                    | 10                          |
| Île East (Hikina)            | -                    | 7                           |
| Superficie totale des terres | 23                   | 267                         |
| Atoll Johnston               | 13 000               | 13 000                      |

## Histoire
L'atoll Johnston est désigné réserve naturelle en 1926. La marine américaine en reçoit le contrôle en 1934, relayée en 1948 par l'US Air Force.
L'atoll est un site d'essais nucléaires dans les années 1960, et reste jusque dans les années 2000 un site de stockage d'armes chimiques, aujourd'hui détruites. Cette destruction est réalisée par une usine, la Johnston Atoll Chemical Agent Disposal System (JACADS), construite sur l'île à la fin des années 1980 et démontée en 2003 une fois la tâche finie.
En 1969, la capsule de la mission Apollo 11, qui ramène les astronautes américains de la première mission lunaire, amerrit à 380 km au sud de l'atoll Johnston, qui est la terre la plus proche.
Jusqu'alors occupée par environ 310 militaires, toutes les installations sont démontées en 2003 et l'île abandonnée.
L'atoll Johnston fait partie des îles mineures éloignées des États-Unis et est inclus dans une zone classée Pacific Remote Islands Marine National Monument depuis le 6 janvier 2009.
Le drapeau, souvent associé à l'atoll mais sans aucune valeur légale, a été choisi à la suite d'un concours avec un vote ouvert aux 1 200 résidents.

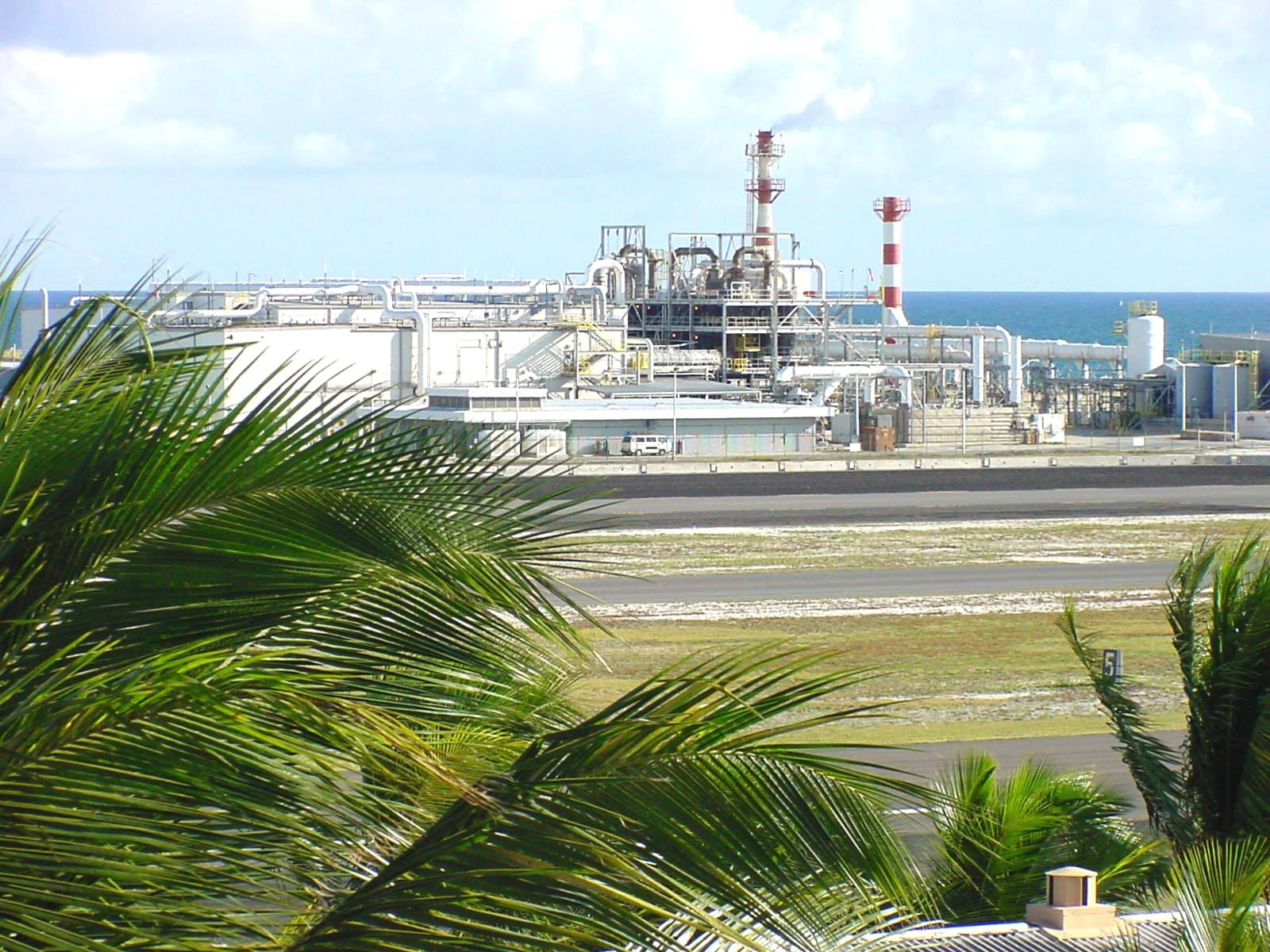
L'installation JACADS en 2002 avant son démontage.
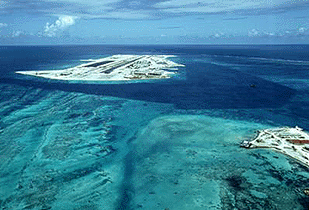
Vue aérienne oblique de l'atoll, depuis le nord-est.
La croissance de l'atoll. 0,1 mille marin = 185,2 mètres.
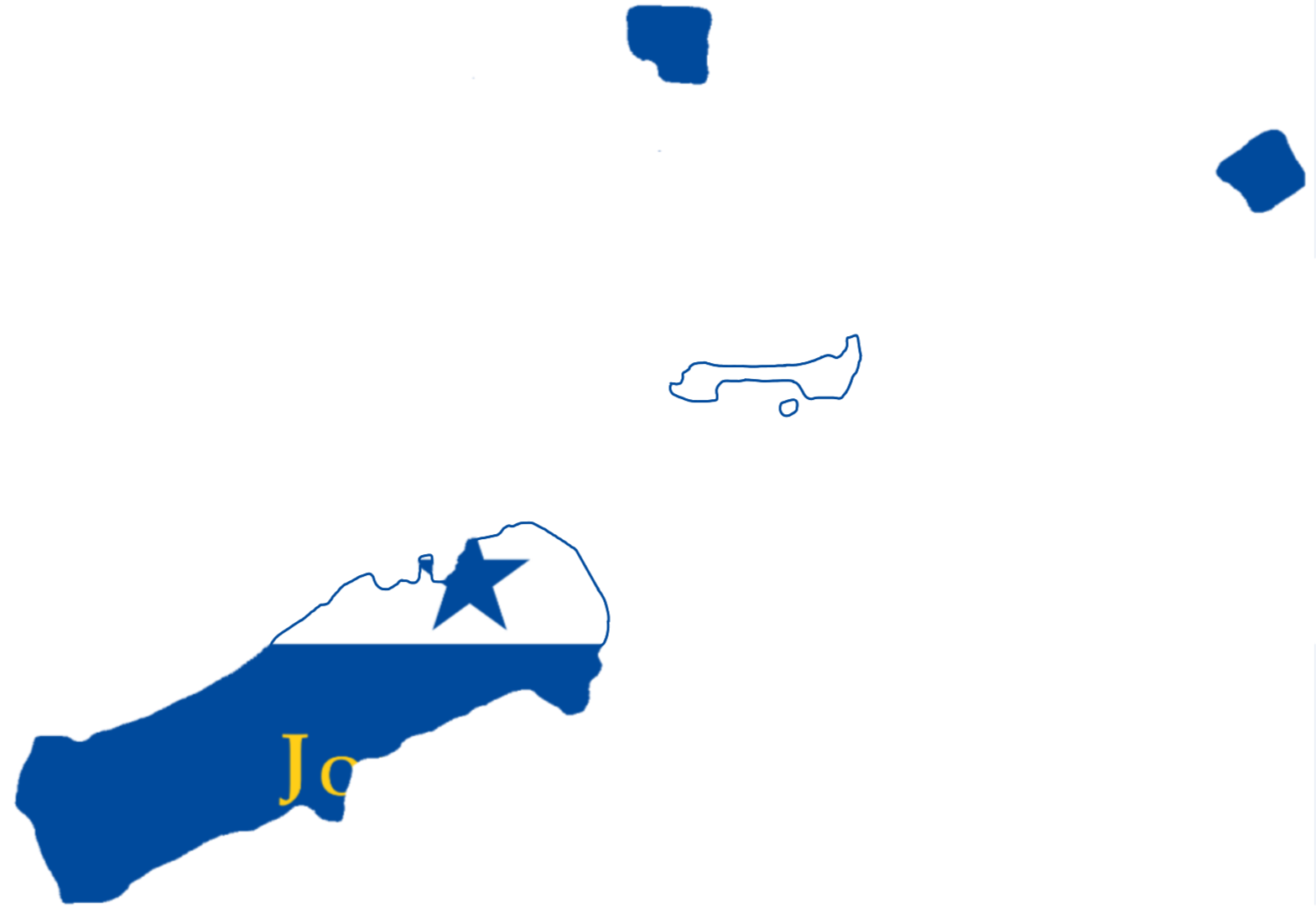
Carte drapeau (non officielle).